# Nowy Ratusz w Görlitz
Nowy Ratusz w Görlitz – neorenesansowy budynek przy Rynku Dolnym w Görlitz, zbudowany przez architekta Jürgena Krögera i ukończony w 1903 roku.

## Herby miastZwiązku Sześciu Miast

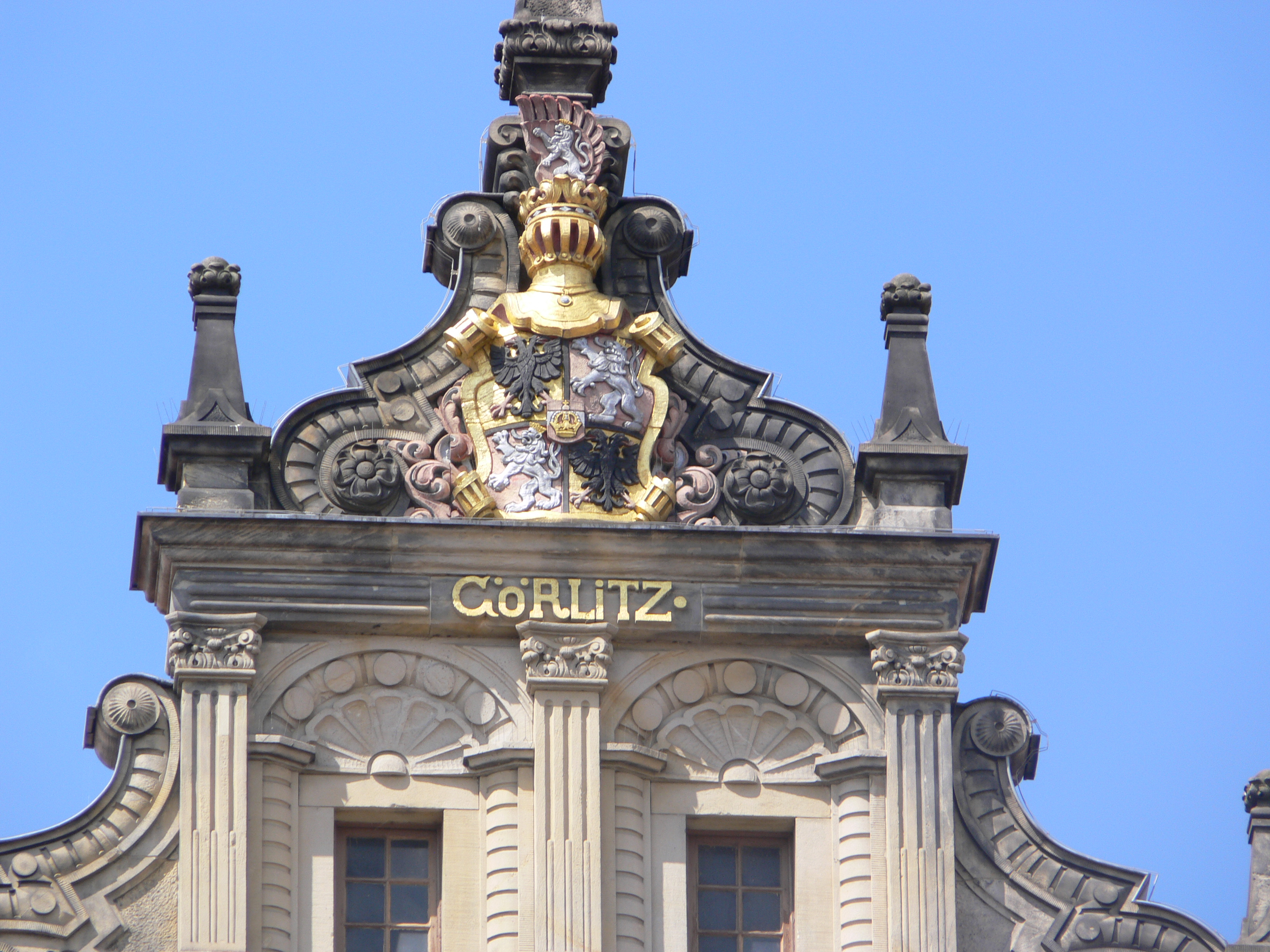
Herb Görlitz
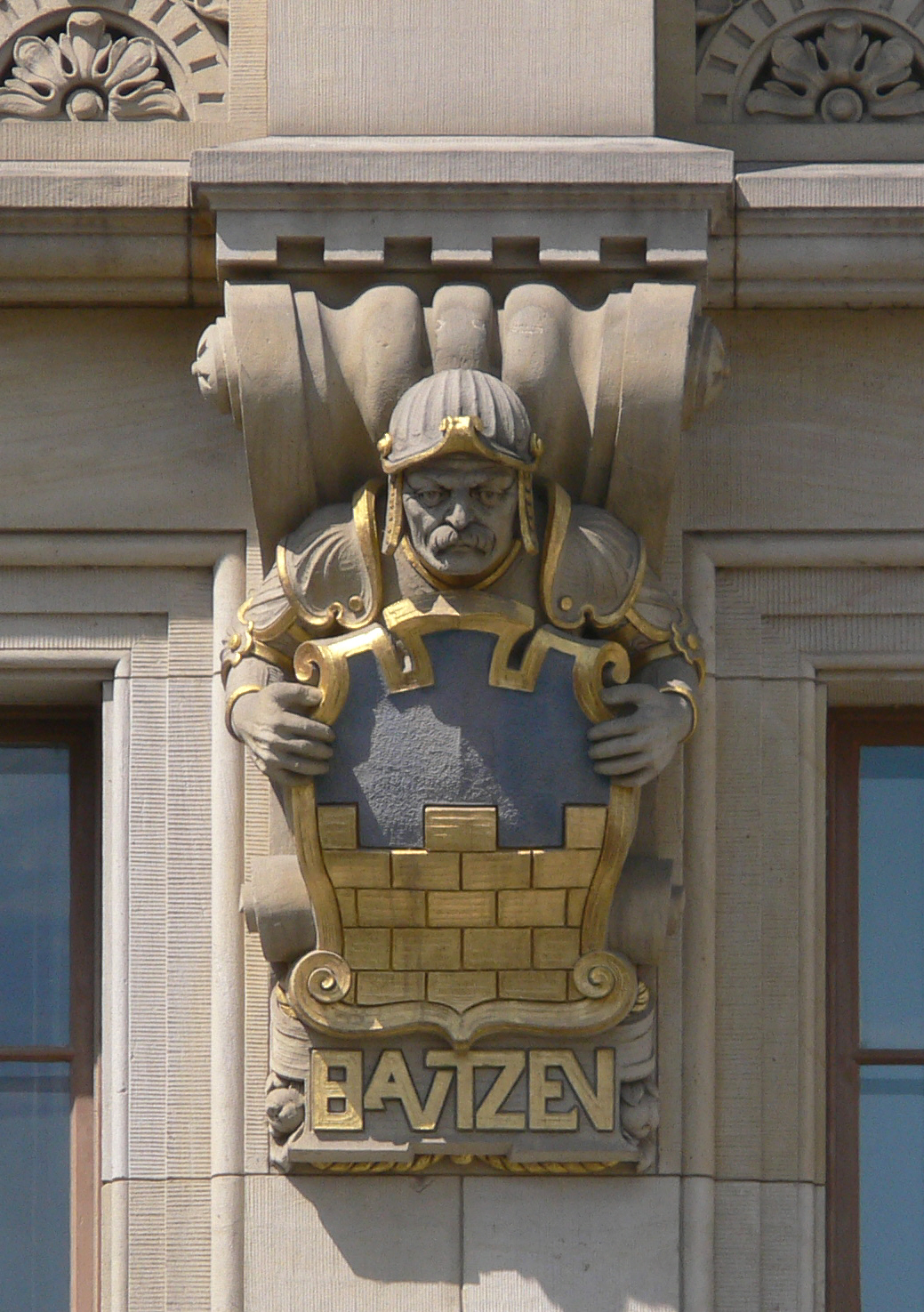
Herb Budziszyna
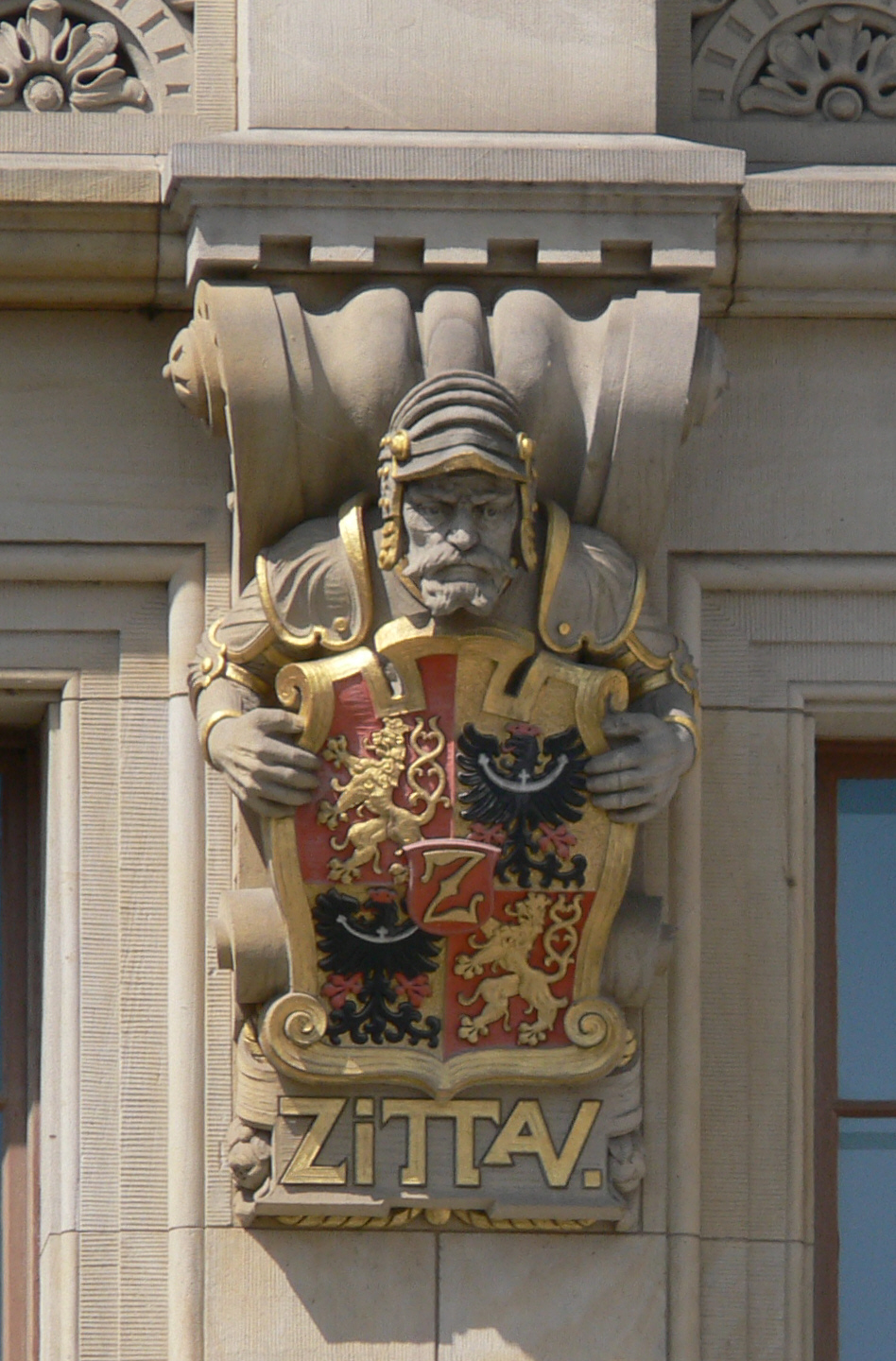
Herb Żytawy
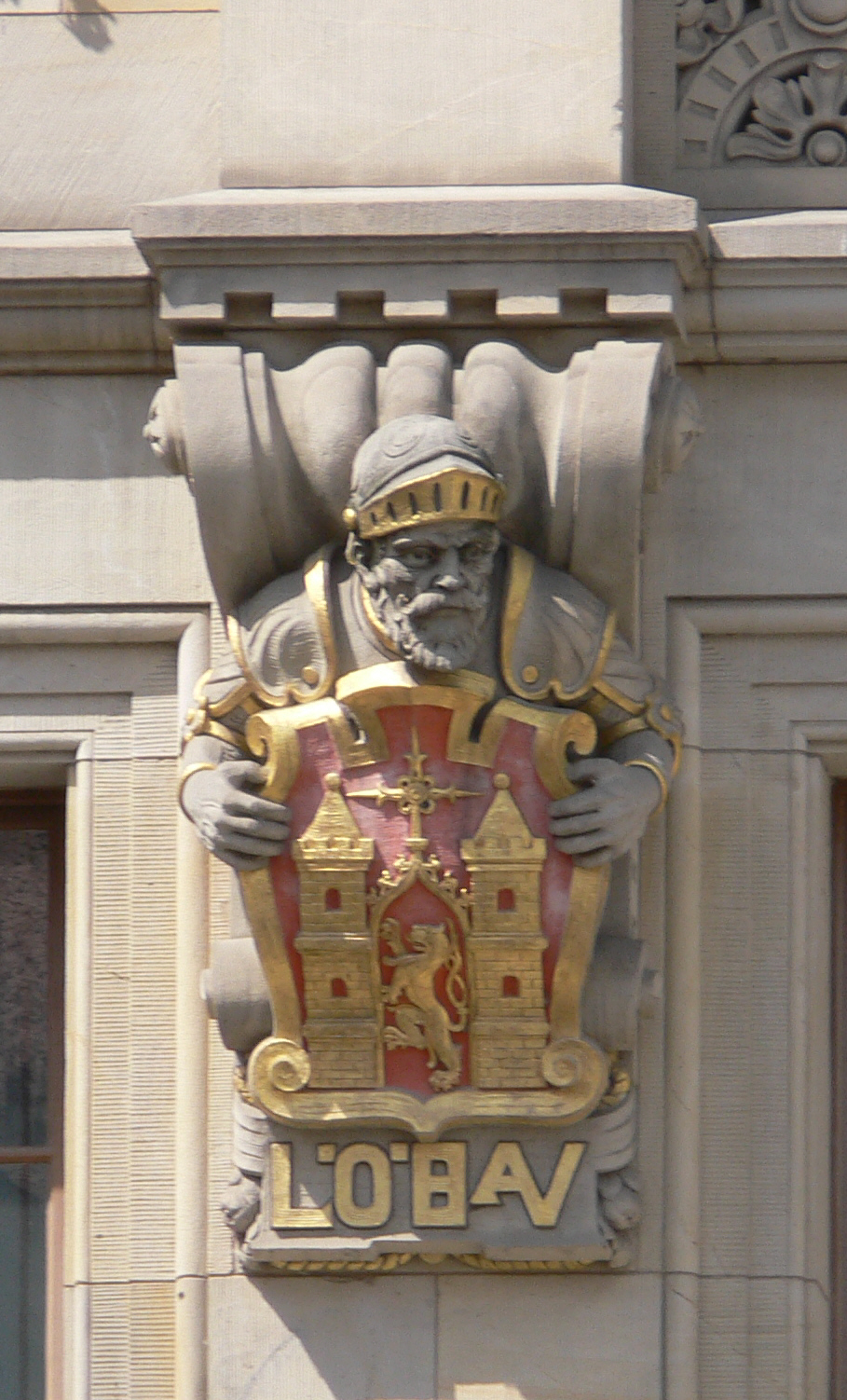
Herb Löbau
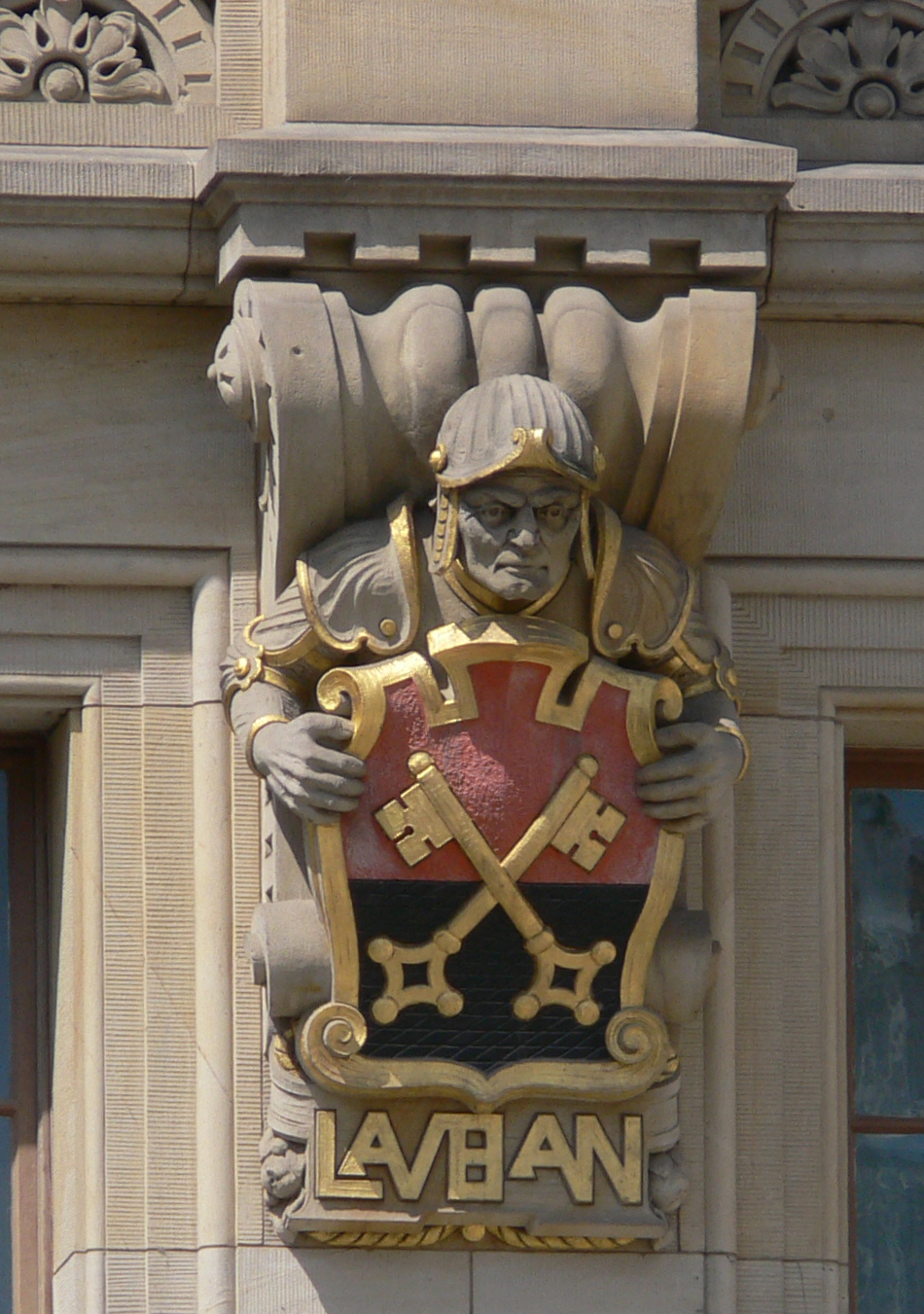
Herb Lubania
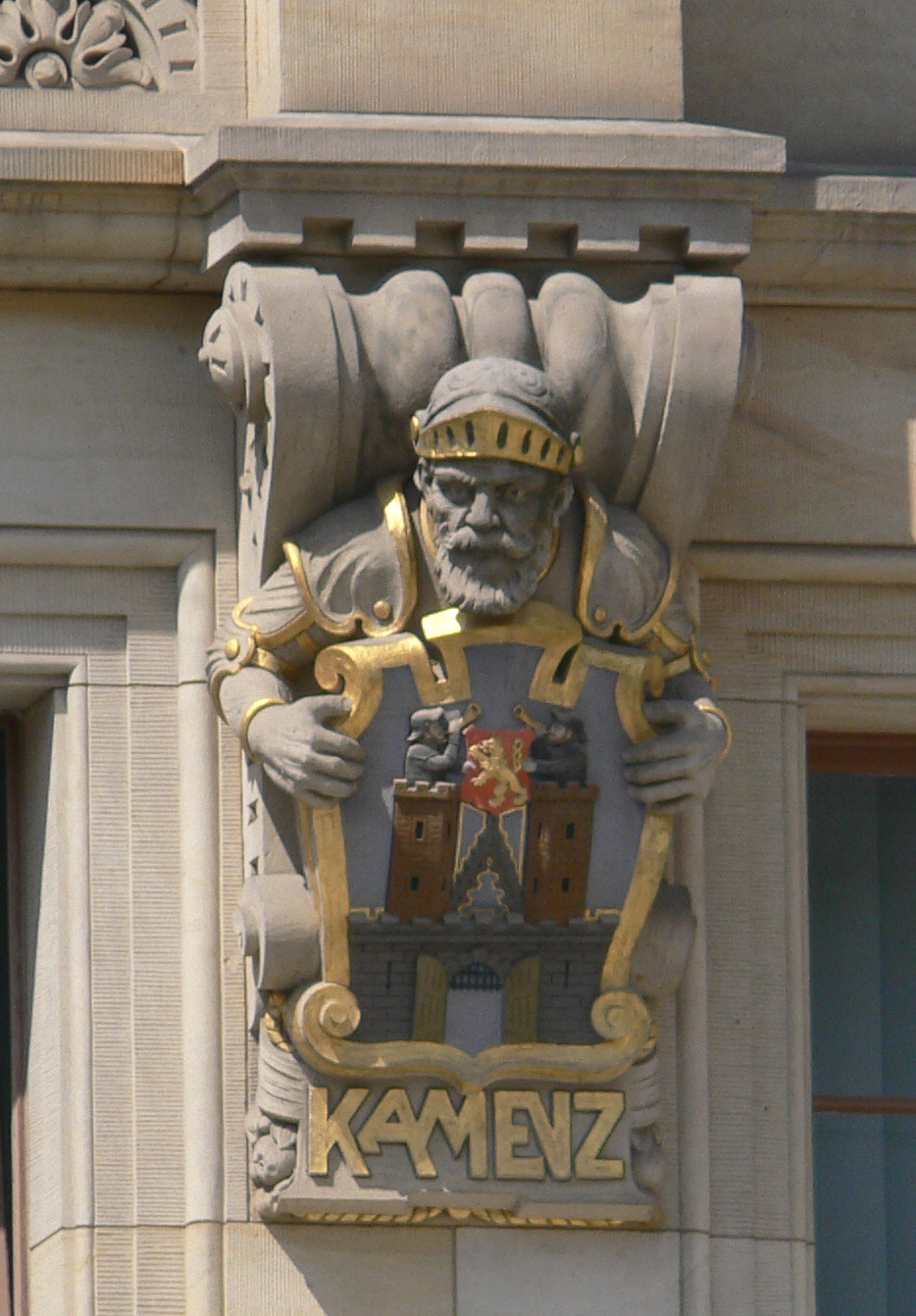
Herb Kamenz
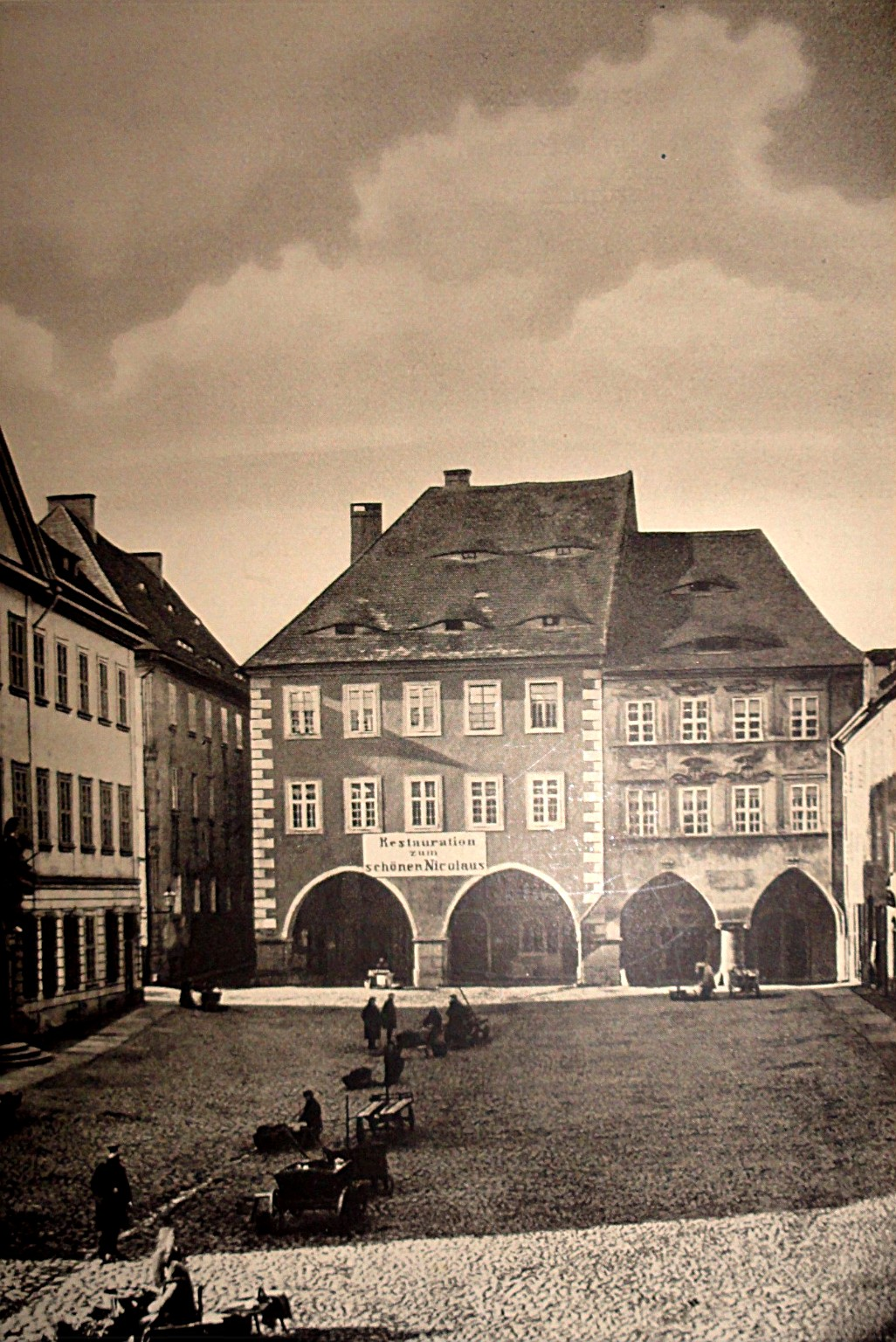
Budynki stojące miejscu Nowego Ratusza